# 즈미이니섬
즈미이니섬(우크라이나어: О́стрів Змії́ний), 셰르필로르섬(루마니아어: Insula Șerpilor)은 흑해의 북서부, 우크라이나 및 루마니아 국경 부근에 있는 섬으로, 현재는 우크라이나에 속한다. 영어 명칭인 스네이크섬(Snake Island)이나 서펀트섬(Serpent Island)으로도 잘 알려져 있으며, 이를 번역한 뱀섬으로도 알려져 있다. 2022년에 즈미이니섬 전투가 벌어졌다.

## 같이 보기
- 필플라섬
- 루마니아-우크라이나 관계
- 러시아 군함, 가서 엿이나 처먹어라